# مکتب لاهه

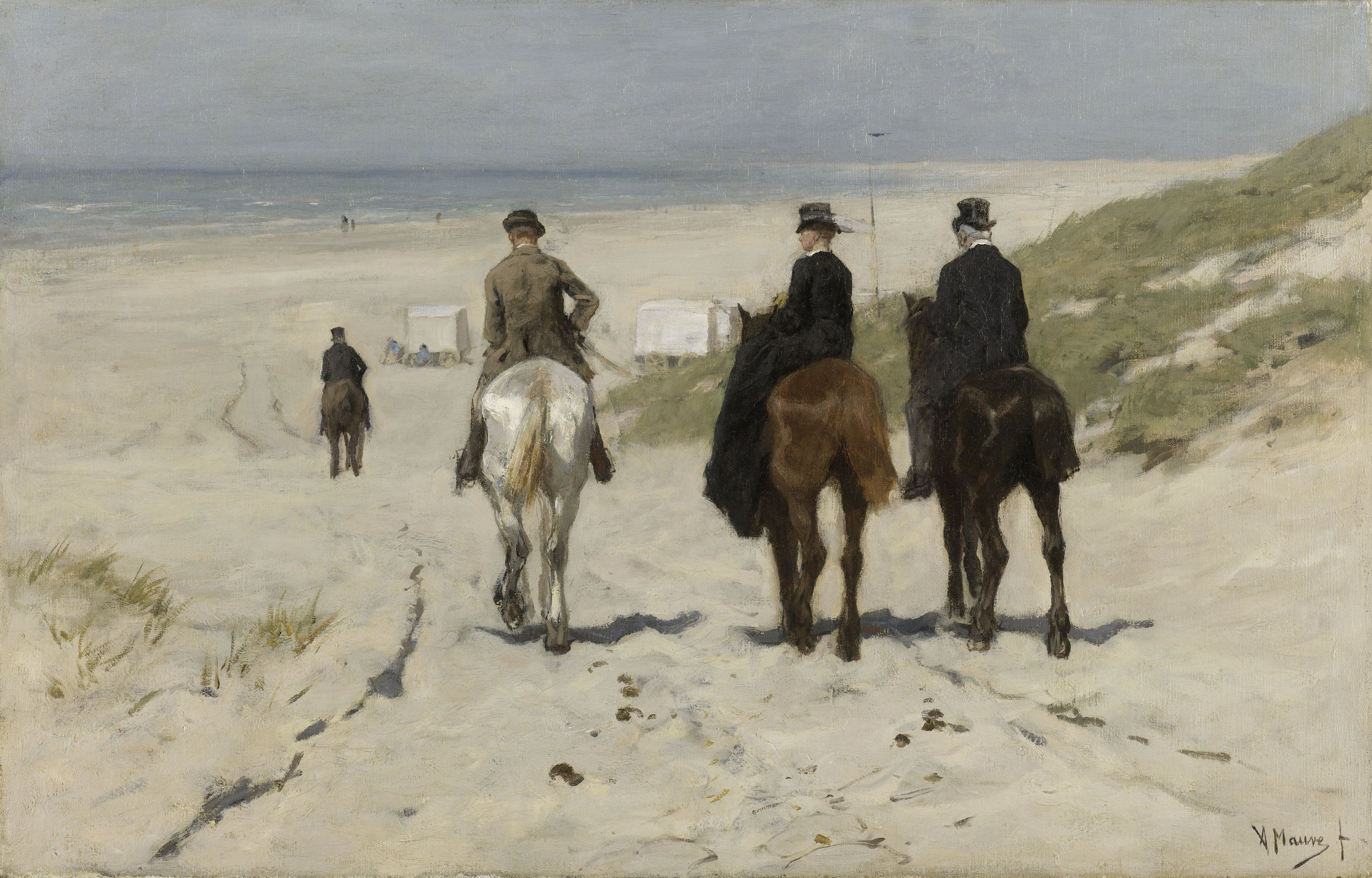
سواری صبح در ساحل (۱۸۷۶) اثر آنتون ماوه

مکتب لاهه (به انگلیسی: Hague School)، جنبشی هنری، برآمده از کار و فعالیت هنرمندانی است که بین سال‌های ۱۸۶۰ تا ۱۸۹۰ در لاهه زندگی می‌کردند. آثار این هنرمندان تحت‌تأثیر نقاشان رئالیست مکتب باربیزون فرانسه قرار گرفت. نقاشان مکتب لاهه عموماً از رنگ‌های نسبتاً تیره استفاده می‌کردند، به‌همین دلیل است گاهی اوقات این جنبش مکتب خاکستری (به انگلیسی: Gray School) نامیده می‌شود.